# Distretto di Bordj Menaïel
Il distretto di Bordj Menaïel (in arabo دائرة برج منايل‎?) è un distretto della provincia di Boumerdès, in Algeria, con capoluogo Bordj Menaïel.

## Comuni
Il distretto di Bordj Ménaïel comprende 4 comuni:
- Bordj Menaïel
- Zemmouri
- Leghata
- Djinet